# 5S (방법론)
JIT 제조에 필수적인 방식
5S:
Sort         (整理): 정리
·작업장을 정리함으로써, 항목(부품) 찾는 시간을 줄이고 안전성을 높이는 것.
Set in order (整頓): 정돈
·업무의 흐름을 개선할 수 있는 최적의 장소로 만드는 것.
Shine        (清掃): 청소
·작업장과 도구를 청소하여, 수명이 다한 장비나 제품을 더 쉽게 발견하고, 안전성을 높이는 것. (낭비 및 결함 감소)
Standardize  (清潔): 청결
·표준화된 과정/절차/프로세스 개발 작업이 일관되게 완료되도록 보장하는 것.
Sustain        (躾): 예의범절
·5S를 직원의 매일의 습관으로 만들어, 자기주도 하의 이루는 것.

## 같이 보기
- 간반
- 린 생산